# James Bond Theme

Notenbeispiel der Introduktion

Das James Bond Theme war ursprünglich die Titelmelodie des James-Bond-Films James Bond – 007 jagt Dr. No aus dem Jahr 1962 und ist auf Wunsch des Filmproduzenten United Artists auch zum Leitmotiv der Figur in weiteren Bond-Filmen geworden.

## Entstehungsgeschichte
Geschrieben wurde das Thema vom Komponisten Monty Norman im Sommer 1961 für das Musical A House for Mr Biswas unter dem Titel Bad Sign, Good Sign. Das auf dem gleichnamigen Roman von V. S. Naipaul basierende Musical wurde ebenso wie Bad Sign, Good Sign nie aufgeführt.
Der große Durchbruch als Filmkomponist kam für den britischen Bandleader John Barry im Zuge der beginnenden James-Bond-Erfolgswelle, die im Jahr 1962 ihren Anfang nahm. Barry hatte im Oktober 1957 die Jazzrock-Band John Barry Seven ins Leben gerufen, die ab 1960 mit ihren Singles in die britischen Charts kam. Ab 9. Januar 1962 machte United Artists Druck, dass ein Theme-Song gefunden werden müsse, der James Bond während der geplanten Filmserie identifizierbar mache. Der beauftragte Monty Norman sollte eine Filmmusik abliefern, komponierte in der Eile jedoch keinen neuen Song, sondern schlug seine im Sommer 1961 verfasste Komposition Bad Sign, Good Sign vor, die nie veröffentlicht worden war; sie wurde für passend empfunden. Alle Beteiligten schlugen Barry als Arrangeur vor, um das Stück für den Film attraktiver zu gestalten. Am 9. Juni 1962 trafen sich Norman und Barry das erste Mal. Am 21. Juni 1962 war der erste Aufnahmetermin des nunmehr als James Bond Theme titulierten Songs in den Cine-Tele Sound-Studios (CTS, London) mit John Barry Seven & Orchestra, der Rest wurde am 25./26. Juni 1962 in Londons Denham Filmstudios aufgenommen.
Die lediglich aus 60 Takten bestehende, 1:47 Minuten dauernde Instrumentalaufnahme mit einprägsamer Melodie wird dominiert durch ein von Bandmitglied Vic Flick gespieltes Riff auf der elektrischen Gitarre mit einem Maestro Fuzz Tone und Bebop-Phrasen im Big-Band-Stil während der Bridge.

## Veröffentlichung und Erfolg

John Barry Seven - James Bond Theme

Die Single James Bond Theme / The Blacksmith Blues (Columbia 4898) kam im September 1962 auf den Markt und erreichte im November 1962 Rang 13 der britischen Charts. Im Bond-Film James Bond – 007 jagt Dr. No war das Thema erstmals bei dessen Premiere im London Palladium am 5. Oktober 1962 zu hören.
Nach dem Willen der Filmproduzenten erschien das James Bond Theme nachfolgend zwischen den Filmen Liebesgrüße aus Moskau (1963) bis Stirb an einem anderen Tag (2002) als Eröffnungsmelodie während des berühmten, visualisierten Pistolenlaufs. In Casino Royale ist der Pistolenlauf erst am Schluss des einleitenden Teasers zu sehen – da Bond erst jetzt ein gereifter Doppel-0-Agent ist. Im Film Ein Quantum Trost schließt das Bond-Thema mit der ikonenhaften Pistolenlaufeinstellung den Film ab und leitet über zum Abspann. In allen James-Bond-Filmen, für die John Barry die Filmmusik komponiert hat, kommt eine andere Version des James Bond Theme vor – sie ist zum Beispiel in Liebesgrüße aus Moskau langsamer.
Das Magazin Variety schätzte, dass über die Hälfte der Weltbevölkerung einen James-Bond-Film gesehen hat und dass praktisch alle davon die Melodie wiedererkennen würden.

## Analyse & Interpretation
James Bond stellt den klassischen Geheimagenten des Films dar. Sein sich durch sämtliche Filme ziehendes Leitmotiv (Main-Theme) im Jazz- und Big-Band-Stil unterstreicht seine Wahrnehmung als eine Verkörperung von Entscheidungskraft, Lässigkeit und Coolness.
Je nach Version ertönen gleich zu Beginn dreimal 2 kräftige Akzente in den hohen Bläsern, die immer durch einen weiteren Stoß eine Oktave tiefer beantwortet werden. Sie vermitteln sofort einen kompromisslosen kraftvollen Eindruck. Das Stück baut zunächst auf einem deutlich leiseren, gemächlichen Ostinato auf. Dessen harmonischer Verlauf ist bereits durch Chromatik und Crescendo-Decrescendo Bewegungen gekennzeichnet, was dem Stück etwas Geheimnisvolles und Spannungsreiches verleiht. Vor dem inneren Auge sieht man einen langsam schreitenden Bond, der die Situation abwartend und beobachtend prüft. Nach diesen Anfangstakten legt sich darüber ein zweites Ostinato der E-Gitarre. Es hat durch die schnellen, punktierten und geraden Achtelbewegungen einen unruhigen Charakter. Auch in diesem Motiv finden sich chromatische Wendungen, die das Geheimnis- und Gefahrvolle einer Bond-Story andeuten. Zum Chorus hinleitend erscheint bald wieder das anfängliche harmonische Ostinato-Motiv mit einem deutlichen Crescendo. Die zusätzlichen Akzente auf Zählzeit 2 und 4 durch die hohen Blechbläser und Snare-Drum tragen ebenfalls Spannungsaufbau bei und drängen das Geschehen hin zum Chorus.
Der Chorus steht im forte und bildet den Höhepunkt des musikalischen Verlaufs. Hier kommt nun auch die gesamte Big-Band-Besetzung zum Einsatz. Die Melodik ist gekennzeichnet durch größere Tonsprünge und erneut chromatische Wendungen. Die aufwärtsgerichteten Tonsprünge haben Signalcharakter und vermitteln Bonds heldenhafte Seite im Kampfeinsatz. Die chromatischen Wendungen zwingen die Melodie jedoch immer wieder in einen überraschenden Charakter.
Auch rhythmisch ist das Chorus-Thema abwechslungsreich und wird durch gelegentliche Synkopen zusätzlich aufgelockert. Das Swing-Metrum spricht hier eine klare Sprache: Bond bleibt auch in Action lässig und bewahrt sich stilsicher seine Eleganz.
Die Musik steigert sich ein weiteres Mal, wenn nun das rhythmisch und melodisch variierte Anfangsostinato in den Bläsern wieder auftaucht. Die Spannungskurve mündet und entlädt sich wieder in den kraftvollen Oktav-Akzenten des Intros. Sie wirken beinahe wie Pistolenschüsse oder Fausthiebe, die das musikalische Treiben in die Knie zwingen und beenden.
Was nun folgt, ist lediglich die Wiederholung des ersten Teils, beginnend mit dem deutlich leiseren und ruhigeren harmonischen Ostinato.
Die Ostinati sowie die chromatischen Wendungen verleihen dem gesamten Stück eine Spannung, die sich im Chorus entlädt und sich gleichzeitig nie wirklich auflöst. Abgesehen von seinen Liebschaften hat Bond nie wirkliche Pause, nie ist ihm wirklicher innerer Frieden vergönnt. Die kontrastreiche Dynamik des Stückes wirkt wie ein Wechsel von Bonds Gemütszuständen: In einem Moment ist alles angespannt, dann beschwingt, locker. Beide Seiten des Charakters 'James Bond' werden so in der Musik dargestellt. Sein Job ist aufregend und fordernd, kann aber manchmal auch einsam und erschöpfend sein.

## Urheberrechtsstreit
Rechtlich waren die Funktionen der am James Bond Theme Beteiligten klar, denn Komponist war Monty Norman, Musikproduzent John Burgess und Arrangeur John Barry. Dieser behauptete allerdings am 12. Oktober 1997 in der The Sunday Times, dass er der Komponist der Filmmusik sei. Norman fühlte sich vom Zeitungsartikel verleumdet und reichte Klage ein. Zwischen 1976 und 1999 hatte Norman Royaltys in Höhe von 485.000 £ vereinnahmt. Im März 2001 erreichte der Urheberrechtsstreit den Londoner High Court, wo die 60 Takte der Melodie tiefgehend analysiert wurden. Die eröffnende Basslinie („vamp“), das folgende Gitarrenriff und die Bebop-Phrasen der Bridge im Big-Band-Stil waren von Barry arrangiert. Der Gutachter war der Auffassung, dass das Gitarrenriff der Grundgedanke des Songs sei, der Normans Bad Sign, Good Sign entstamme. Damit war der größte Teil auf Monty Norman als Komponist zurückzuführen. Am 19. März 2001 entschied das Gericht zu Gunsten von Norman, der 30.000 Pfund Schmerzensgeld wegen Verleumdung erhielt.
Unbestritten ist zwar, dass Barry mit seinem Arrangement von 1962 das Bond-Thema sehr stark veränderte und erweiterte. Das Gericht sah jedoch seine kompositorischen Anteile als zu gering an, da es Barry nur 10 der 60 Takte zubilligte. Dennoch wurde danach nicht Norman, sondern John Barry verpflichtet, für die folgenden James-Bond-Filme die Musik zu komponieren. Bei Goldfinger (1964) war Barry auch für das prestigeträchtige Titellied verantwortlich, das er in Zusammenarbeit mit den Textern Anthony Newley und Leslie Bricusse verfasste. Shirley Bassey sang es und landete damit den größten Hit ihrer Karriere. Für Diamantenfieber (1971) und Moonraker (1979) holte Barry sie erneut vors Mikrofon.
Das Thema wurde nicht nur in den Bond-Filmen verwendet, sondern auch in Catch Me If You Can von Steven Spielberg aus dem Jahre 2002 in zeitgeschichtlichem Zusammenhang mit einem Ausschnitt aus Goldfinger.

## Coverversionen
Es wurden über 70 Versionen des James Bond Theme aufgenommen und veröffentlicht. Die Künstler waren:
- John Barry für die James-Bond-Filme
  - 007 jagt Dr. No
  - Liebesgrüße aus Moskau
  - Goldfinger
  - Feuerball
  - Man lebt nur zweimal
  - Im Geheimdienst ihrer Majestät
  - Diamantenfieber
  - Der Mann mit dem goldenen Colt
  - Moonraker – Streng geheim
  - Octopussy
  - Im Angesicht des Todes
  - Der Hauch des Todes
- George Martin für den James-Bond-Film Leben und sterben lassen
- Marvin Hamlisch für den James-Bond-Film Der Spion, der mich liebte (Bond '77)
- Bill Conti für den James-Bond-Film In tödlicher Mission
- Michael Kamen für den James-Bond-Film Lizenz zum Töten
- Éric Serra für den James-Bond-Film GoldenEye
- Moby für den James-Bond-Film Der Morgen stirbt nie (spezielle Abspannversion)
- Paul Oakenfold für den James-Bond-Film Stirb an einem anderen Tag (spezielle Abspannversion)
- David Arnold für die James-Bond-Filme
  - Der Morgen stirbt nie
  - Die Welt ist nicht genug
  - Stirb an einem anderen Tag
  - Casino Royale
  - Ein Quantum Trost
- Thomas Newman für die James-Bond-Filme Skyfall und Spectre
- Ray Barretto
- Count Basie
- Bond
- Al Caiola
- Cannibal Corpse
- Frank Chacksfield
- Johnny and the Hurricanes
- Ray Martin
- Meco
- Hugo Montenegro
- Pérez Prado
- Sex Mob
- The Skatalites
- Billy Strange
- The Ventures
- John Zorn
- The Art of Noise
- Welle: Erdball
- Fanfare Ciocărlia

## Weiterführende Informationen